# Wambi
Wambi ist ein Verwaltungsbezirk (englisch Ward) des Distrikts Mafinga (TC) in der tansanischen Region Iringa.

## Geografie
Wambi liegt im südlichen Hochland von Tansania. Der Bezirk liegt südöstlich des Zentrums der Distrikthauptstadt Mafinga. Er grenzt im Nordwesten an Boma, im Norden an Upendo, im Nordosten an Rungemba, im Südosten an Ikongosi und im Westen an Sao Hill. Bei der Volkszählung 2022 lebten 5783 Menschen in 1769 Haushalten auf einer Fläche von 52 Quadratkilometern.

## Gliederung
Der Bezirk besteht aus fünf Gemeinden (swahili Mtaa):
- Pipeline
- Luganga
- Majengo Mapya
- Mifugo
- Mtangani

## Infrastruktur
- Bildung: Im Bezirk gibt es fünf weiterführende Schulen.[7] Die Bethel Sabs Secondary School und die Donbosco Seminary Secondary School werden von der römisch-katholischen Kirche geführt und sind Internatsschulen mit einer Ausbildung bis zur 4. Stufe.[8][9] Die Luganga Secondary School ist eine staatliche Tagesschule bis zur Stufe 4.[10] Privatschulen für Tages- und Internatsschüler sind die Miso Secondary School[11] und die Kawawa Secondary School,[12] erstere bildet bis zur 4. und die zweite bis zur 6. Stufe aus.
- Flughafen: Im Bezirk liegt der kleine Flughafen von Mafinga mit einer Landebahn im Richtung 12/30 und dem ICAO-Code HTSH.[13]